# Ray LaMontagne
Raymond Charles Jack "Ray" LaMontagne (lɑːmɒnˈteɪn), född 18 juni 1973 i Nashua, New Hampshire, är en amerikansk singer-songwriter. Han inspirerades till att skapa musik efter att ha hört ett album av Stephen Stills. Kritiker har jämfört honom med musiker som The Band, Van Morrison, Nick Drake och Tim Buckley.

## Tidigt liv
LaMontagne föddes i Nashua, New Hampshire 1973. Trots sin faders bakgrund inom musiken undvek LaMontagne det och tillbringade sin tid genom att läsa fantasy i skogen. Under tonåren, då bosatt i Morgan i Utah, var han istället mer intresserad av att måla bilder på drakar. Efter att ha gått klart high school flyttade han till Lewiston, Maine, och började arbeta på en skofabrik.

## Karriär
LaMontagne har en unik sångstil som han själv hävdar är ett resultat av att han sjunger genom magen istället för genom näsan. Som influenser nämner han Stephen Stills, Richard Manuel och Rick Danko, medan kritiker har jämfört honom med bland andra Van Morrison, Nick Drake och Tim Buckley. Han inspirerades till sin karriär efter att ha hört Stephen Stills album Manassas. Han började uppträda 1999, samtidigt som han arbetade deltid. På sommaren 1999 spelade han in tio låtar till ett demoalbum som ledde till att ett album släpptes genom RCA Records i USA och Echo Records i Storbritannien.
2004 släppte han albumet  Trouble som släpptes på RCA Records och producerades av Ethan Johns. Det sålde över 250 000 kopior i USA och 500 000 globalt. Hans sång "All the Wild Horses" var soundtrack i TV-serien Rescue Me och filmen The Boys Are Back som släpptes 2009.  Låten "Trouble" var med i serien Alias och "Jolene" till eftertexterna till filmen The Town från 2010. "Hold You in My Arms" var med i filmen She's The Man från 2006.

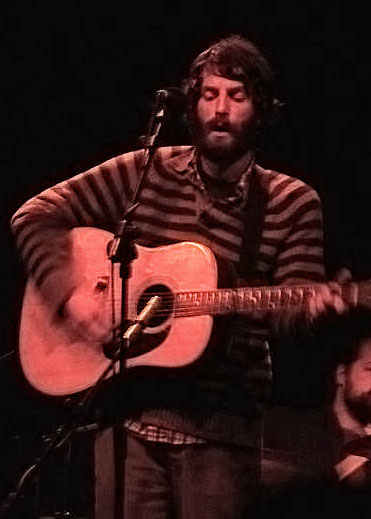
LaMontagne i Dublin, januari 2007

Hans andra album, Till the Sun Turns Black, släpptes i augusti 2006 med både blåsinstrument och stränginstrument i flera sånger. Rachael Yamagata sjöng med i låten "Barfly". Som högst nådde albumet #28 på Billboard 200, och sålde 28 000 kopior under första veckan. "Till the Sun Turns Black" var med i TV-showen "ER", och "Lesson Learned" samt "Within You" i CW:s drama "One Tree Hill". "Be Here Now" var med i trailern till filmerna Away from Her, 27 Dresses, TV-showen Bones och Covert Affairs.[källa behövs]

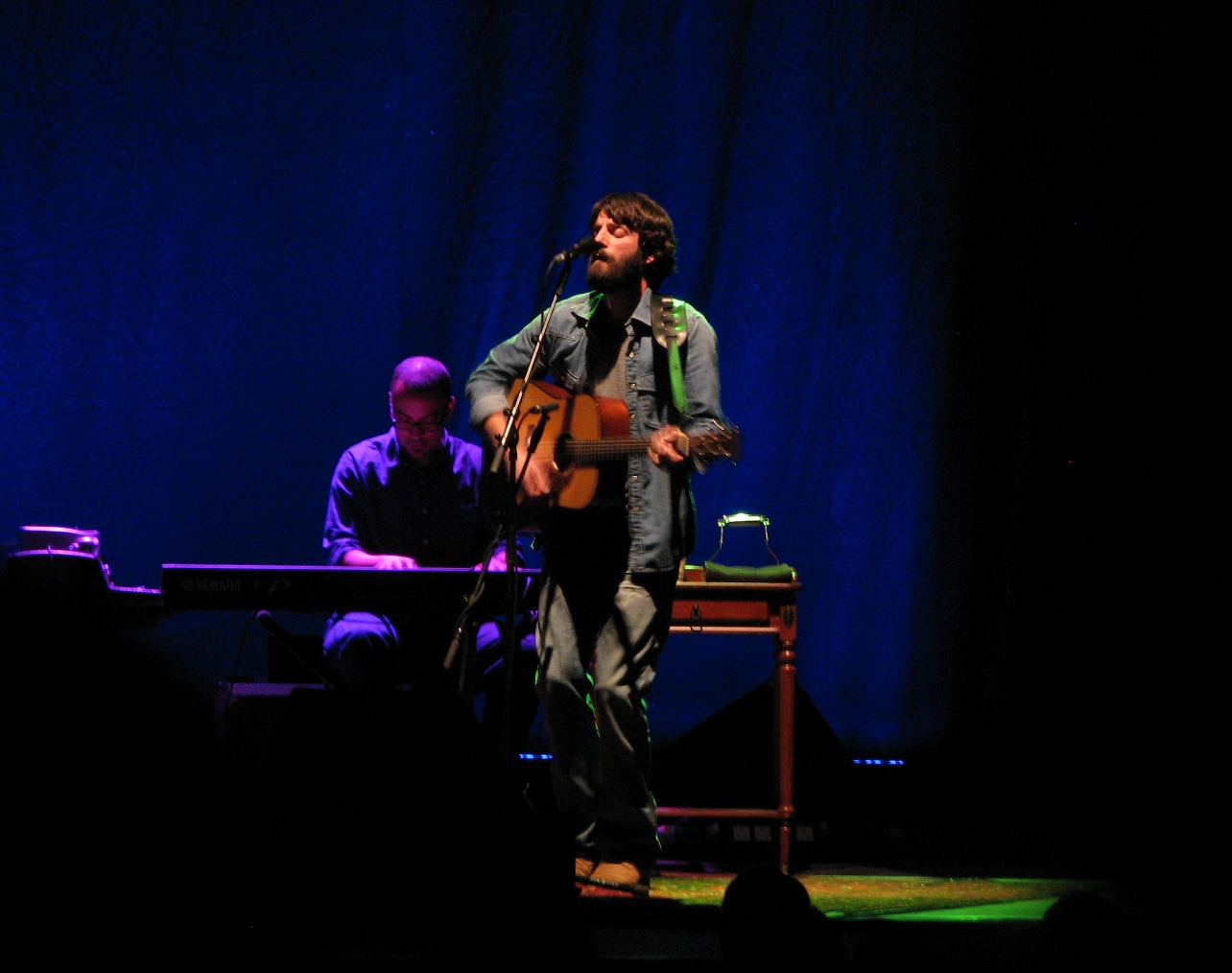
LaMontagne på The Sage Gateshead 2009.

Tredje studiealbumet, Gossip in the Grain släpptes 2008 och debuterade på #3 på Billboard Charts, med 60 000 sålda kopior. "You Are the Best Thing" var med i filmen I Love You, Man och serien One Tree Hill. LaMontagne framträdde i Saturday Night Live i mars 2009. "Sarah" var med i en episod av House. "Let it be Me" var med i Parenthood, samt i episoden "JJ" i Criminal Minds sjätte säsong. Det självproducerade studioalbumet God Willin' & the Creek Don't Rise (Ray Lamontagne and the Pariah Dogs), släpptes i augusti 2010. I december 2010 fick han Grammy-nomineringar och vann pris för bästa nya folkmusikalbum. "Empty" var med i Law & Order: Criminal Intent 2010 och eftertexterna till The Conspirator, samt i Tony Kayes film Detachment 2011.

## Privatliv
LaMontagne lever på en bondgård i västra Massachusetts med fru och två barn. Han kallar sig själv en "väldigt privat person" och ger sällan intervjuer.

## Diskografi
Studioalbum
- Trouble (14 september 2004)
- Till the Sun Turns Black (29 augusti 2006)
- Gossip in the Grain (14 oktober 2008)
- God Willin' & the Creek Don't Rise (17 augusti 2010)
- Supernova (29 april 2014)
- Ouroboros (4 mars 2016)
- Part of the Light (18 maj 2018)